# Estrecho de Bering
El estrecho de Bering (en inglés: Bering Strait; en ruso: Берингов пролив, romanizado o transliterado como Beringov proliv) es un brazo de mar localizado entre el extremo oriental de Asia (Siberia) (Uelen) y el extremo noroccidental de América (Alaska) (Tin City). Sus aguas comunican el mar de Chukotka, al norte, con el mar de Bering, al sur. Su anchura es de 82.7 km entre las inmediaciones del cabo Dezhnev en la península de Chukotka, en Rusia, que constituye el punto más oriental (169°39′ O) del continente de Asia, y las cercanías del cabo Príncipe de Gales, en Alaska, Estados Unidos, que es el punto más occidental (168°7′ O) del subcontinente de América del Norte.
El nombre fue puesto en honor a Vitus Bering, el explorador Danés al servicio del Imperio ruso que lo cruzó en 1728.
Desde al menos 1562 los geógrafos europeos sospechaban que existía un estrecho de Anián entre Asia y Norteamérica. En 1648 Semión Dezhniov probablemente pasó a través del estrecho, pero su relato no llegó a Europa. La región en que se encuentra se denomina Beringia. Según la teoría más aceptada, el ser humano migró desde Asia hasta América pasando por este estrecho, por el bajo nivel de los océanos posiblemente causado por una glaciación, donde los glaciares —quizás al retener una gran cantidad de masas de agua— dejaron expuesta una parte extensa del fondo marino, tanto en el actual estrecho como las aguas poco profundas ubicadas al norte y al sur del mismo. Esta visión de cómo los paleoamericanos entraron a América ha sido la dominante durante varias décadas y sigue siendo la más aceptada. Desde inicios del siglo XX se han registrado numerosas travesías exitosas sin el uso de un barco.
Desde 2012 la costa rusa del estrecho de Bering ha sido una zona militar cerrada. A través de viajes organizados y el uso de permisos especiales, es posible la visita de extranjeros. Todas las llegadas deben ser a través de un aeropuerto o puerto de cruceros, cerca del estrecho de Bering solo en Anádyr o Providéniya. Los viajeros no autorizados que llegan a la costa después de cruzar el estrecho, incluso aquellos con visas, pueden ser arrestados, encarcelados temporalmente, multados, deportados y vetados de futuras visas.

## Geografía

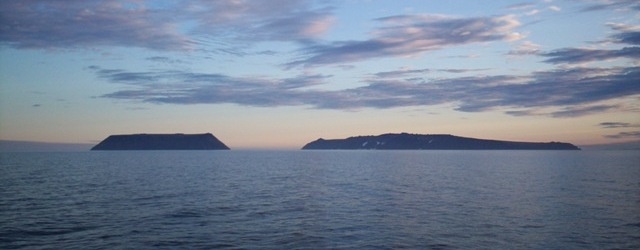
La isla Diómedes Menor (EUA, izquierda) y la isla Diómedes Mayor (RUS, derecha) en mitad del estrecho de Bering.

El estrecho de Bering conecta el mar de Bering (un brazo situado en la parte norte del océano Pacífico) con el mar de Chukotka (un brazo situado en la parte sur del océano Glacial Ártico). Tiene una anchura de unos 82.7 km, con una profundidad de entre 30 y 50 metros.
La parte más estrecha, de unos 82 km, está entre el cabo Dezhniov, el extremo oriental de la península de Chukchi, en Rusia, y el cabo Príncipe de Gales, el extremo occidental de la península de Seward, en Alaska. Entre ambos cabos se encuentran las islas Diómedes: Diómedes Mayor pertenece a Rusia y Diómedes Menor, a los EE. UU. Entre ambas islas pasa la línea internacional de cambio de fecha, que se encuentra en mitad del estrecho.

## Población
Esta área está escasamente poblada.
La costa este pertenece al estado estadounidense de Alaska. Entre las ciudades notables que se extienden a ambos lados del estrecho destacan Nome (3788 habitantes) y el pequeño asentamiento de Teller (Alaska) (229 habitantes).
La costa occidental pertenece al Distrito Autónomo de Chukotka, un sujeto federal de Rusia. Los principales pueblos que se extienden a lo largo del estrecho incluyen Lorino (1267 habitantes) y Lavrentiya (1459 habitantes).
Las islas Diómedes se encuentran a medio camino en el estrecho. La comunidad en Diómedes Menor tiene una escuela que pertenece al distrito escolar de Bering Strait School District (BSSD) en Alaska.

## Historia

### El puente de Bering
El estrecho de Bering forma parte de una región denominada Beringia, poblada por antiguas culturas del noroeste de Alaska y el lejano este siberiano, que, aun separadas por las aguas y perteneciendo a diferentes continentes, tienen un lenguaje y tradiciones en común, y dependen del mismo entorno ambiental.

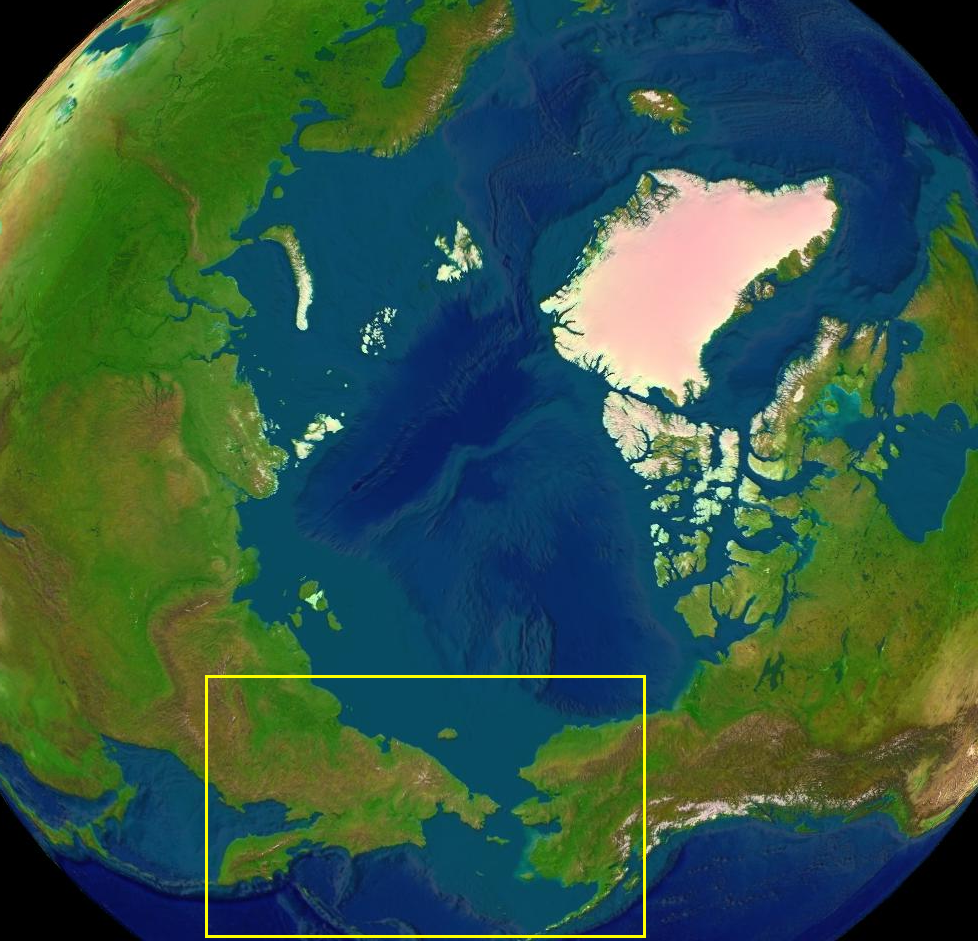
Ubicación del estrecho de Bering, en Beringia, desaparecido durante la época del puente de Beringia.

Según la teoría más aceptada actualmente, los amerindios descienden de grupos de cazadores recolectores de origen siberiano que migraron a América a través del puente de Beringia, formado durante un breve periodo de la última glaciación (Würm o Wisconsin), debido al descenso del nivel de los océanos. Se encuentra también plenamente probado que, en ese momento, muchos animales propios de ambos continentes atravesaron el puente en ambas direcciones.

### Descubrimiento y exploración
Si bien parece documentado que el primer europeo que cruzó el estrecho de Bering —buscado el mítico estrecho de Anián— fue Lorenzo Ferrer Maldonado en 1588, entregando un memorial de su descubrimiento a la corona en 1609. No obstante está comúnmente admitido que la primera travesía de un europeo del estrecho de Bering se realizó por el navegante ruso Semión Dezhniov en 1648 durante su viaje a lo largo de la costa ártica, aunque no la documentó ni la hizo pública en su momento.
En 1728 el estrecho fue descubierto, explorado y estudiado por el navegante danés al servicio de Rusia, Vitus Bering.
Más adelante, fue explorado con más detalle por los navegantes británicos James Cook (1778) y Frederick William Beechey (1826).
Existen varias teorías que consideran algunas travesías más tempranas del estrecho, basadas en la suposición de la existencia del estrecho de Anián —en sí, parte de un mito— reforzadas con testimonios escritos, a veces tardíos, otras veces exagerados, pero que arrojaron luz sobre la posibilidad de que dichos viajes tuvieran lugar. Informes tardíos sobre viajes realizados por Lorenzo Ferrer Maldonado (1588), Juan de Fuca (1592) y Bartolomé de Fonte (1640) han sido considerados exageraciones que confundían a los cartógrafos de la época que trazaban los mapas de la región. 
Una reciente investigación del Instituto de Estudios Almerienses, publicada en 2021, sostiene, sin embargo, que el virgitano Ferrer Maldonado en efecto cruzó el estrecho en 1588, aunque no informara de su travesía hasta años más tarde. La investigación, realizada por Alfonso Viciana Martínez-Lage y Valeriano Sánchez Ramos, ha cotejado datos facilitados por Maldonado, como la descripción de accidentes geográficos, informes de la fauna, flora y de rutas concretas, con los datos conocidos en la actualidad.
Existen también teorías sobre travesías del estrecho por distintos navegantes rusos y hasta vikingos, pero ninguno se consideraría descubrimiento, ya que es a partir Bering cuando se informa, explora y traza por cartógrafos, dando lugar a su inclusión en el mapamundi y, por tanto, a su posterior aprovechamiento para la navegación marítima entre los dos continentes.

## Propuesta de un túnel
Artículo principal Proyecto de Unión del Estrecho de Bering.
El vínculo físico entre Asia y América del Norte a través del estrecho de Bering casi se hizo realidad en 1864, cuando una compañía telegráfica ruso-americana comenzó los preparativos para una línea telegráfica terrestre que uniría Europa y América a través del este. Fue abandonada debido al éxito del cable telegráfico transatlántico.
En 1906 el ingeniero francés Barón Loicq de Lobel hizo una nueva propuesta para construir un enlace puente-y-túnel entre Siberia y Alaska. El zar Nicolás II de Rusia emitió una orden autorizando a un sindicato franco-estadounidense representado por De Lobel para comenzar a trabajar en el proyecto del ferrocarril Transiberiano de Alaska, pero nunca se comenzó ningún trabajo en la construcción del ferrocarril.
Se han hecho sugerencias para construir un puente del estrecho de Bering entre Alaska y Siberia. Sin embargo, a pesar de los desafíos sin precedentes de ingeniería, políticos y financieros, Rusia dio luz verde al proyecto del túnel TKM-World Link de 65 000 000 de dólares en agosto de 2011. Si se completa, el proyecto de 103 kilómetros sería el más largo del mundo. China está considerando la construcción de una línea ferroviaria China-Rusia-Canadá-América, que incluiría la construcción de un túnel submarino de 200 km de largo que cruzaría el estrecho de Bering.

## Propuesta de una represa
En 1956 la entonces Unión Soviética propuso a los Estados Unidos un proyecto binacional conjunto para calentar el océano Ártico y derretir parte del casquete glaciar. Según lo diseñado por Petr Borisov, el proyecto soviético requería una represa de 90 km de ancho a través del estrecho de Bering. Impediría que la fría corriente del Pacífico entrara en el Ártico. Al bombear aguas superficiales frías de baja salinidad a través de la represa hacia el Pacífico, se introduciría en el océano Ártico agua más caliente y salada proveniente del océano Atlántico. Sin embargo, citando preocupaciones de seguridad nacional, los expertos de la CIA y el FBI se opusieron al plan soviético argumentando que, si bien el plan era factible, pondría en peligro el NORAD y, por lo tanto, la represa solo podría construirse a un costo muy elevado. El científico soviético D. A. Drogaytsev también se opuso a la idea, afirmando que el mar al norte de la presa y los ríos que fluyen hacia el norte en Siberia se volverían innavegables durante todo el año y extenderían el desierto de Gobi y otros desiertos a la costa norte de Siberia.
El estadounidense Charles Proteus Steinmetz propuso ampliar el estrecho de Bering eliminando la isla San Lorenzo y parte de las penínsulas de Seward y Chukotka. Un estrecho de 200 millas de ancho dejaría que la corriente de Kuroshio se uniera con el océano Ártico.
En el siglo XXI también se propuso otra presa, pero el objetivo de la propuesta era la preservación del casquete polar ártico contra el calentamiento global.

## Guerra Fría
Durante la Guerra Fría, el estrecho de Bering marcó la frontera entre la Unión Soviética y los Estados Unidos. Las islas Diómedes —Diómedes Mayor (Rusia) y Diómedes Menor (EE. UU.)— se encuentran a solo 3.8 km de distancia. Tradicionalmente, los pueblos indígenas de la zona habían cruzado frecuentemente la frontera de un lado a otro para "visitas rutinarias, festivales estacionales y comercio de subsistencia", pero se les impidió hacerlo durante la Guerra Fría. La frontera se conoció como "Cortina de Hielo". Estaba completamente cerrada y no había tráfico regular de pasajeros por aire o barco. En 1987 la nadadora estadounidense Lynne Cox ayudó simbólicamente a aliviar las tensiones entre los dos países nadando a través de la frontera, y fue felicitada conjuntamente por Ronald Reagan y Mijaíl Gorbachov. Desde 1990 se ha reanudado el tráfico aéreo, turístico y marítimo, pero se ve obstaculizado por la necesidad de visados (y permisos especiales para visitas militares) solicitados por las autoridades estadounidenses y por sus homólogos rusos.